# Conophyma
Genre
Synonymes
- Pamiracris Ramme, 1930
- Thaumatophyma Ramme, 1939

Conophyma est un genre d'insectes orthoptères de la famille des Dericorythidae.

## Distribution
Les espèces de ce genre se rencontrent en Asie.

## Liste des espèces
Selon Orthoptera Species File (22 juillet 2018) :
- Conophyma alajense Mistshenko, 1951
- Conophyma almasyi (Kuthy, 1905)
- Conophyma amicus Li & Ti, 1995
- Conophyma argutum Mistshenko, 1950
- Conophyma armatum Mistshenko, 1950
- Conophyma bactrianum Mistshenko, 1950
- Conophyma badium Mistshenko, 1950
- Conophyma baludzhianum Mistshenko, 1946
- Conophyma berezhkovi Bey-Bienko, 1948
- Conophyma beybienkoi Mistshenko, 1937
- Conophyma bienkoi Mistshenko, 1937
- Conophyma bogojavlenskii Tarbinsky, 1926
- Conophyma boldyrevi Bey-Bienko, 1948
- Conophyma cercatum (Ramme, 1939)
- Conophyma comatum Mistshenko, 1951
- Conophyma comtulum Mistshenko, 1950
- Conophyma corallipes (Ramme, 1939)
- Conophyma darvazicum Mistshenko, 1950
- Conophyma dirshi Bey-Bienko, 1948
- Conophyma dumale Mistshenko, 1950
- Conophyma egregium Mistshenko, 1950
- Conophyma excellens Mistshenko, 1950
- Conophyma formosum Mistshenko, 1951
- Conophyma fuscum Mistshenko, 1950
- Conophyma geminum Mistshenko, 1950
- Conophyma ghilarovi Chernyakhovskij, 1985
- Conophyma ghilarovianum Myrzaliev, 1988
- Conophyma hejinensis Zhang, Xu & Zhang, 2015
- Conophyma herbaceum Mistshenko, 1951
- Conophyma ikonnikovi Uvarov, 1925
- Conophyma iliense Mistshenko, 1951
- Conophyma indicum Mistshenko, 1950
- Conophyma jacobsoni Uvarov, 1925
- Conophyma jakovlevi Bey-Bienko, 1936
- Conophyma kashmiricum Mistshenko, 1950
- Conophyma kusnetzovi Umnov, 1931
- Conophyma kuznetzovi Stolyarov, 1969
- Conophyma latifrons Naumovich, 1986
- Conophyma laudanense Mistshenko, 1950
- Conophyma leve Mistshenko, 1951
- Conophyma lobulatum Mistshenko, 1950
- Conophyma maracandicum Mistshenko, 1950
- Conophyma mirabile Mistshenko, 1950
- Conophyma miramae Uvarov, 1925
- Conophyma mistshenkoi Protsenko, 1951
- Conophyma mitchelli Uvarov, 1921
- Conophyma montanum Chernyakhovskij, 1985
- Conophyma nanum Mistshenko, 1951
- Conophyma narzikulovi Cejchan, 1961
- Conophyma nigrescens Mistshenko, 1950
- Conophyma nigrifemora Zhang, Xu & Zhang, 2015
- Conophyma nigripes Naumovich, 1986
- Conophyma nitens Mistshenko, 1951
- Conophyma oliva Huang, 2006
- Conophyma olsufjevi Mistshenko, 1937
- Conophyma pavlovskii Tarbinsky, 1955
- Conophyma pazukii Mirzayans, 1991
- Conophyma petrosum Mistshenko, 1950
- Conophyma plotnikovi Uvarov, 1927
- Conophyma poimazaricum Sergeev & Pokivajlov, 1997
- Conophyma prasinum Mistshenko, 1950
- Conophyma pravdini Stolyarov, 1968
- Conophyma predtetshenskyi Mistshenko, 1937
- Conophyma przewalskii Bey-Bienko, 1949
- Conophyma pylnovi Uvarov, 1925
- Conophyma reinigi (Ramme, 1930)
- Conophyma remaudieri Descamps & Donskoff, 1965
- Conophyma roberti Pfadt, 1987
- Conophyma rufitibia Li & Ti, 1995
- Conophyma saxatile Mistshenko, 1950
- Conophyma semenovi Zubovski, 1898
- Conophyma septuosum Mistshenko, 1950
- Conophyma serafimi Myrzaliev, 1988
- Conophyma shamonini Shumakov, 1963
- Conophyma sharafii Pfadt, 1987
- Conophyma shumakovi Naumovich, 1986
- Conophyma simile Zubovski, 1899
- Conophyma sogdianum Mistshenko, 1950
- Conophyma sokolovi Zubovski, 1899
- Conophyma speciosum Mistshenko, 1951
- Conophyma spectabile Sergeev, 1984
- Conophyma splendidum Mistshenko, 1950
- Conophyma stebaevi Sergeev, 1986
- Conophyma susinganicum Mistshenko, 1951
- Conophyma tarbinskyi Miram, 1931
- Conophyma transiliense Naumovich, 1978
- Conophyma tumidum Mistshenko, 1950
- Conophyma turcomanum Mistshenko, 1950
- Conophyma turkestanicum Sergeev, 1984
- Conophyma umnovi Bey-Bienko, 1948
- Conophyma uvarovi Semenov, 1915
- Conophyma validum Mistshenko, 1950
- Conophyma vavilovi Bey-Bienko, 1963
- Conophyma virgatum Mistshenko, 1951
- Conophyma weberi Zubovski, 1899
- Conophyma xerophilum Mistshenko, 1951
- Conophyma xiai Zhang, Xu & Zhang, 2015
- Conophyma xinjiangensis Huang, 1982
- Conophyma zachvatkini Pravdin, 1969
- Conophyma zhaosuensis Huang, 1982
- Conophyma zimini Bey-Bienko, 1948
- Conophyma zubovskyi Uvarov, 1925

## Publication originale
- Zubovski, 1898 : Zur Acridiodea-Fauna des asiatischen Russlands. Annuaire du Musée Zoologique de l'Académie Impériale des Sciences de Saint-Pétersbourg, vol. 3, p. 68-110 (texte intégral).